# Craig Short
Pour les articles homonymes, voir Short (homonymie).
Craig Jonathan Short, couramment appelé Craig Short, est un footballeur puis entraîneur anglais, né le 25 juin 1968 à Bridlington, Angleterre. Évoluant au poste de défenseur central, il a porté les couleurs de Scarborough, Derby County, Everton, Blackburn Rovers, Sheffield United, Notts County et Ferencváros, ces deux derniers clubs qu'il a aussi entraînés.

## Biographie
Natif de Bridlington, il commence sa carrière à Pickering Town (en) avec son frère Chris (en). Les deux frères sont recrutés par Scarborough puis par Notts County. Mais alors que Chris (en) connaît des difficultés liées à des blessures, Craig voit sa carrière décoller.
Après quatre saisons pour Notts County, il est recruté en 1992 par Derby County pour 2 500 000 £, ce qui constitue un record à l'époque pour un défenseur ainsi qu'un record pour un club qui n'est pas en First Division. Une offre similaire provenant de Blackburn Rovers a été refusée par le joueur. 
Il joue plus de 100 matches officiels pour les Rams avant de rejoindre Everton trois saisons plus tard. Il reste quatre saisons chez les Toffees avant de signer pour Blackburn Rovers, jouant ainsi pour les Rovers sept ans après leur première tentative de le recruter.
Il remporte la League Cup en 2002, même s'il ne joue pas la finale remportée 2-1 contre Tottenham Hotspur, pour cause de suspension. Il connaît aussi ses premiers matches européens, jouant la Coupe UEFA la saison suivante, affrontant le CSKA Sofia puis le Celtic Glasgow.
Le 6 décembre 2003, son entraîneur Graeme Souness le distingue comme le joueur professionnel parfait, à la suite d'un match contre Birmingham City, où il a totalement étouffé l'attaquant adverse, Christophe Dugarry, au point que celui-ci fut expulsé pour lui avoir mis un coup de coude.
Pour son dernier match de championnat sous le maillot des Blackburn Rovers, le 7 mai 2005 contre Fulham, il est choisi comme capitaine par l'entraîneur Mark Hughes, mais ne finit pas le match à la suite d'une expulsion pour avoir bousculé Luís Boa Morte qui venait de commettre une vilaine faute sur Lucas Neill. 
Pendant l'été 2005, il rejoint Sheffield United pour un an et participe activement à la montée du club. Il met toutefois un terme à sa carrière à l'issue de cette saison. 
Après sa retraite sportive, il monta une entreprise de navigation et de plaisance sur le Lac Windermere et repris ses études de pharmacie à l'université de Reading. Mais en 2008, il rechausse les crampons en rejoignant le club hongrois de Ferencváros, club lié à Sheffield United, comme joueur-entraîneur adjoint sous la direction de Bobby Davison (en).
Il ne joue qu'un seul match le 29 octobre 2008 en Coupe de la Ligue avant d'être nommé entraîneur du club le 30 novembre 2009. Toutefois, il doit quitter le club car il ne possède pas la licence professionnelle UEFA, nécessaire pour entraîner un club de l'élite hongroise.
Le 4 juin 2010, il est nommé comme entraîneur de Notts County, poste qu'il garde jusqu'au 24 octobre 2010. Après une pause loin du football, Short revient chef de la cellule de recrutement de Derby County, puis dans l'encadrement technique de Blackburn Rovers et de nouveau dans celui des Rams.

### Carrière d'entraîneur

#### Statistiques
Au 10 novembre 2014.
| Équipe       | Depuis           | Jusqu'au        | Matches | Victoires | Nuls | Défaites | % Victoires |
| ------------ | ---------------- | --------------- | ------- | --------- | ---- | -------- | ----------- |
| Ferencváros  | 30 novembre 2009 | mai 2010        | 21      | 9         | 7    | 5        | 42,86       |
| Notts County | 4 juin 2010      | 24 octobre 2010 | 18      | 8         | 1    | 9        | 44,44       |